# Giovanni Michele Graneri
Giovanni Michele Graneri (Torino, 28 settembre 1708 – Torino, 26 febbraio 1762) è stato un pittore italiano.
Fu attivo in Piemonte nella metà del XVIII secolo.

## Biografia
Fu allievo di Pietro Domenico Olivero, importante e famoso autore di pittura  di genere a Torino, dal quale fu fortemente influenzato.
I suoi soggetti descrivono principalmente fatti di cronaca e la vita quotidiana della Torino dell'epoca, con guardie armate, abiti delle classi ricche o popolari, edifici, insegne, venditori frutta e verdura e vari mestieri.
Tra le sue prime opere troviamo Rissa, Ciarlatano con saltimbanchi, Venditrice di cacio e Venditore di salsicce e carni, esposte nel museo Accorsi-Ometto di Torino.
Nel 1747 sposò Francesca Margherita Canicoschi, dalla quale ebbe tre figli e una figlia.
In quello stesso anno il ministro per gli affari di Sardegna Giovanni Battista Bogino gli commissionò una serie di opere ispirate alla Sardegna, oggi conservate nelle sale di Palazzo Madama di Torino: tra esse troviamo Caccia al cervo in Sardegna, Festa a un santuario sardo, Festa nautica nel porto di Cagliari e Pesca al tonno. In tutte queste opere vengono rappresentate le più svariate classi sociali dell'epoca.
Nelle scene rappresentate in alcune opere sono visibili strade, piazze e monumenti della Torino dell'epoca.
In età più matura dipinse anche soggetti a tema religioso, come Storia del figliol prodigo (gruppo di sei tele), Incontro tra S. Filippo Neri e S. Felice da Cantalice, Cacciata dei mercanti dal tempio, Nozze di Cana e Predicazione di S. Vincenzo Ferreri a Moncalieri.